# Vendetta alsaziana
Vendetta alsaziana è un cortometraggio muto italiano del 1907 diretto da Luigi Maggi.